# 拉索塞斯 (科羅拉多州)
拉索塞斯（英語：Lasauses）是位於美國科羅拉多州科內霍斯縣的一個非建制地區。該地的面積和人口皆未知。

## 地理
拉索塞斯的座標為37°16′00″N 105°40′47″W / 37.26667°N 105.67972°W，而該地的平均海拔高度為2287米（即7503英尺）。